# Oleksiy Zhuravko
Oleksiy Valeriyovych Zhuravko (ucraniano: Олексій Валерійович Журавко, ruso: Алексей Валерьевич Журавко; Zhovti Vody, 21 de abril de 1974-Jersón, 25 de septiembre de 2022) fue un político ucraniano y ruso que fue miembro del parlamento nacional de Ucrania de la Rada Suprema. Fue miembro del Partido de las Regiones prorruso desde 2006. Zhuravko se mudó a Rusia en 2015. Adquirió la ciudadanía rusa y se unió al partido Rusia Unida en julio de 2022. Murió en septiembre de 2022 en un ataque con misiles en Jersón durante la  Contraofensiva del sur de Ucrania.

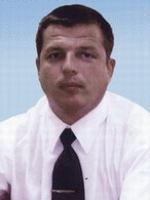
Zhurkavo in 2007.

## Primeros años y educación
Nacido el 21 de abril de 1974 en Zhovti Vody, Zhuravko vivió en un orfanato desde 1974 hasta 1978. En 1978 se mudó a un internado en Tsiurupynsk, donde vivió hasta 1990. Desde 1990 hasta su regreso a Tsiurupynsk en 1993, Zhuravko recibió su educación vocacional en un internado en Luhansk.
A partir de 1997, Zhuravko creó varias empresas dirigidas a discapacitados en Ucrania en Tsiurupynsk. En 2007, Zhuravko completó su educación en la Universidad Estatal de Jersón, especializándose en teoría económica.

## Carrera política
Zhuravko no fue elegido en las elecciones parlamentarias de Ucrania de 2002 como candidato de ¡Por Ucrania Unida! en el distrito electoral 183 del Oblast de Jerson.
En 2004, Zhuravko se convirtió en presidente de la Unión de Organizaciones Públicas "Confederación de Organizaciones Públicas de Personas Discapacitadas de Ucrania". Zhuravko recibió la Orden del Mérito de Ucrania dos veces. Tercera Clase en 2000 y Segunda Clase en 2004. En las elecciones parlamentarias de 2006 y 2007, Zhuravko fue elegido miembro de la Rada Suprema (parlamento nacional de Ucrania) por el Partido de las Regiones. En 2006, ocupó el puesto 118 en la lista del partido y al año siguiente cayó 22 lugares.
En las elecciones parlamentarias de 2012, Zhuravko volvió a no ser elegido; esta vez como candidato del Partido de las Regiones en el distrito electoral 186 (también ubicado en el Oblast de Jerson). El 17 de abril de 2013, Zhuravko fue nombrado Comisionado del Gobierno para los Derechos de los Discapacitados. Este puesto fue abolido el 5 de marzo de 2014.
Zhuravko se mudó a Rusia en 2015. El 21 de febrero de 2015, asistió a una manifestación de conmemoración del anti-Euromaidán en Moscú. En octubre de 2015, se informó que Zhuravko se "escondía de las autoridades ucranianas" y apoyaba abiertamente el separatismo. En diciembre de 2015, Zhuravko fue privado del título de ciudadano honorario de Tsiurupynsk. En enero de 2018, se inició una investigación previa al juicio sobre su presunta financiación de los territorios separatistas  de la  Donetsk y Lugansk proclamados dentro del territorio de Ucrania.
Zhuravko adquirió la ciudadanía rusa y se unió al partido Rusia Unida en julio de 2022. Después de la invasión rusa de Ucrania en febrero de 2022, regresó a Jersón ocupado por Rusia a finales de abril de 2022. El 22 de septiembre de 2022, Zhuravko publicó un video en el que emitió su voto en Jersón en los Referéndums de adhesión a Rusia en los territorios ocupados de Ucrania de 2022. Afirmó que la ocupación del Oblast de Jerson (ruso) fue la "liberación de la región de los nacionalistas ucranianos". Zhuravko pidió a Rusia "que complete la operación especial y llegue a las fronteras occidentales de Ucrania para liberar al país de los nacionalistas"." Fue buscado por el Servicio de Seguridad de Ucrania y era sospechoso de acciones "dirigidas a cambiar o derrocar violentamente el orden constitucional o tomar el poder estatal".

## Vida personal
Zhuravko estaba casado con Anzhela (nacida en 1986) y la pareja tuvo una hija nacida en 2007.

## Fallecimiento
Zhuravko murió el 25 de septiembre de 2022 en un ataque ucraniano con misiles contra un hotel en el que estaba residiendo en el Jersón ocupado por fuerzas rusas. Tenía 48 años.